# Jîhove, Seredîna-Buda
Jîhove (în ucraineană Жихове) este localitatea de reședință a comunei Jîhove din raionul Seredîna-Buda, regiunea Sumî, Ucraina.

## Demografie
Componența lingvistică a localității Jîhove
     Rusă (83,07%)
     Ucraineană (16,13%)
     Alte limbi (0,8%)
Conform recensământului din 2001, majoritatea populației localității Jîhove era vorbitoare de rusă (83,07%), existând în minoritate și vorbitori de ucraineană (16,13%).